# Tablica wskaźników

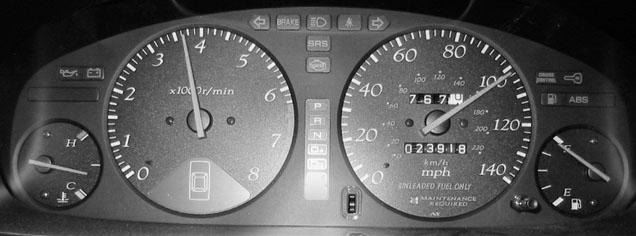
Tablica wskaźników

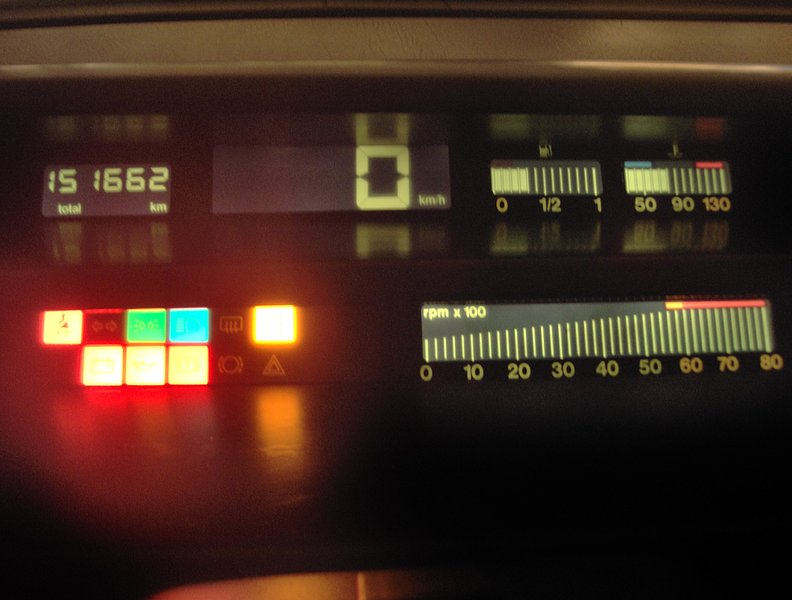
Elektroniczna tablica wskaźników z lat 90. (Fiat Tempra)

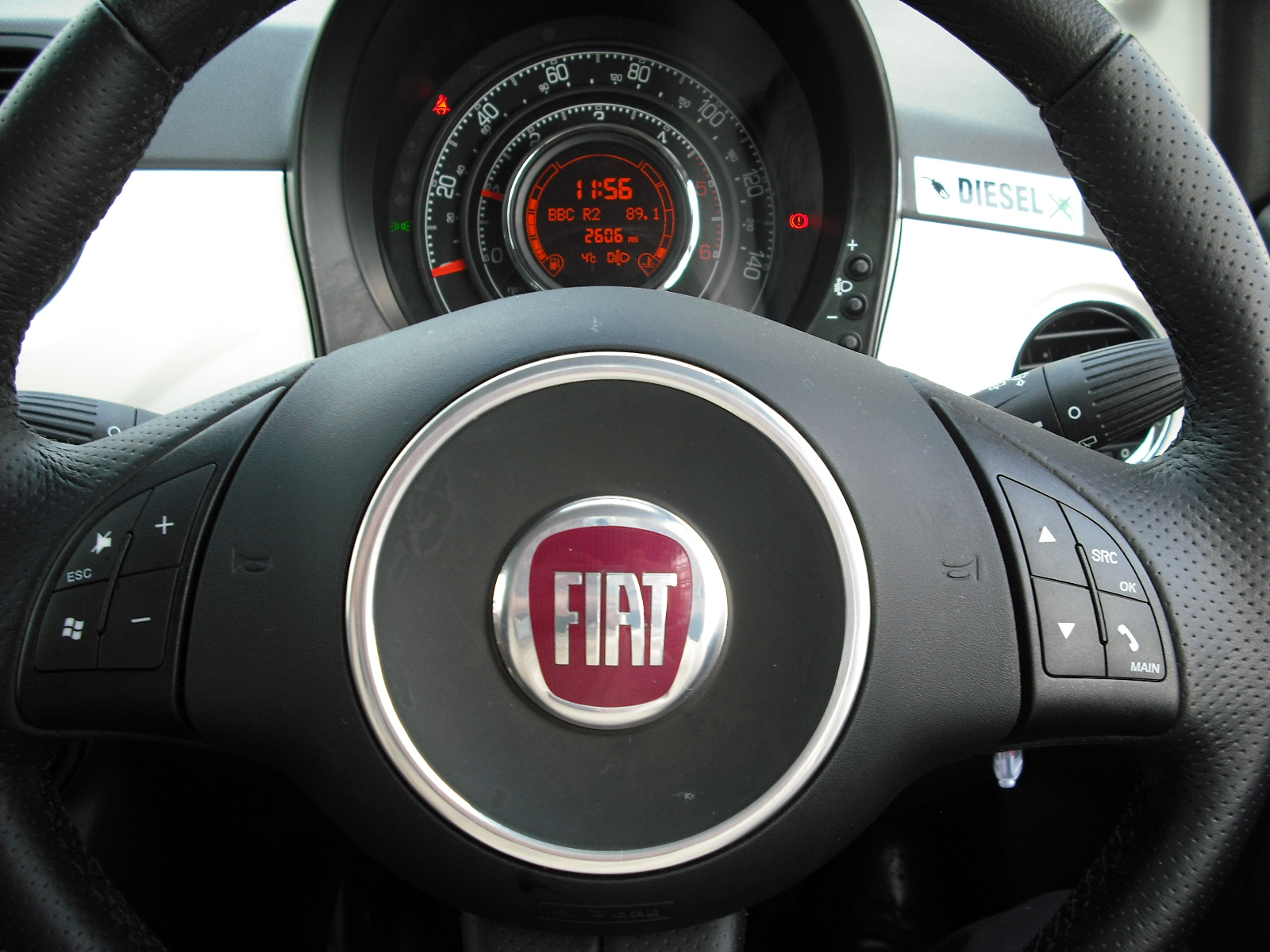
Designerska tablica wskaźników Fiata 500 (2007)

Tablica wskaźników (popularnie zegary lub wskaźniki) – część deski rozdzielczej zawierająca podstawowe wskaźniki, pokazujące kierowcy podstawowe parametry dotyczące funkcjonowania podzespołów pojazdu. W zależności od wyposażenia pojazdu mogą to być m.in.:
- prędkościomierz - wskazuje wartość prędkości z jaką aktualnie porusza się pojazd. Wartość podawana jest w kilometrach na godzinę (km/h lub kph), lub milach na godzinę (ang.: mph);
- obrotomierz - wskazuje wartość prędkości obrotowej silnika w obrotach na minutę;
- wskaźnik paliwa - wskazujący ilość ciekłego paliwa w zbiorniku pojazdu;
- drogomierz (całkowity, dzienny);
- wskaźnik temperatury płynu chłodzącego;
- wskaźnik temperatury oleju silnikowego;
- wskaźnik napięcia ładowania;
- wskaźnik ciśnienia powietrza doładowującego;
- lampki kontrolne - ostrzegawcze, alarmowe, informacyjne.